# الملكية في أيرلندا
كان نظام الحكم ملكي في أيرلندا منذ العصور القديمة وحتى أصبح ماهي عليه الآن جمهورية أيرلندا في منتصف القرن العشرين. ولا تزال إيرلندا الشمالية كجزء من المملكة المتحدة في ظل نظام الحكم الملكي. وقد انتهت الممالك الغالية في أيرلندا مع الغزو النورماني لأيرلندا، عندما أصبحت المملكة إقطاعية الكرسي الرسولي تحت سيادة ملك إنجلترا. وقد استمر هذا حتى منح برلمان أيرلندا تاج أيرلندا على الملك هنري الثامن ملك إنجلترا أثناء الإصلاح الإنجليزي. وقد حمل ملك إنجلترا تاجي إنجلترا وأيرلندا في اتحاد شخصي. وسع اتحاد التيجان في عام 1603 الاتحاد الشخصي ليشمل اسكتلندا. أصبح الاتحاد الشخصي بين إنجلترا واسكتلندا اتحادا سياسيا مع تشريعات أعمال اتحاد 1707، الذي أسس مملكة بريطانيا العظمى. وبقيت تيجان بريطانيا العظمى وأيرلندا في الاتحاد الشخصي حتى انتهى من قبل قوانين الاتحاد 1800، والتي ضمت أيرلندا وبريطانيا العظمى إلى المملكة المتحدة لبريطانيا العظمى وأيرلندا من يناير 1801 حتى ديسمبر 1922 م.